# Anglofilie
Anglofilie is een bijzondere interesse of voorliefde voor Engelse personen of alles wat met Engeland of bij uitbreiding het Verenigd Koninkrijk te maken heeft. Het woord komt van het Latijnse Anglus (Engels) en het Oudgriekse φίλος, philos (vriend). Het is een vorm van xenofilie; een nog sterkere vorm van anglofilie is anglomanie.
Het begrip kan verwijzen naar voorliefde voor Engelse cultuur in continentaal Europa. Binnen de Engelstalige wereld kan het ook verwijzen naar de voorkeur voor Britse eigenheden, zoals een voorkeur voor Brits-Engels van Amerikaanse anglofielen.